# Jacob Georg Christian Adler
Jacob Georg Christian Adler (født 8. december 1756 i Arnæs ved Slien, død 22. august 1834 i Giekau ved Lütjenburg) var en slesvigsk orientalist og generalsuperintendent (biskop).

## Uddannelse
Hans far, brandenborgeren Georg Christian Adler, var præst i den lille skipperby Arnæs, men blev et par år efter forflyttet til Holsten og døde 1804 som provst i Altona. 
Adler nød først undervisning af sin far, siden af forskellige huslærere, indtil han kom på gymnasiet i Altona, hvorfra han 1776 afgik til universitetet i Kiel. Hans hovedstudium var teologi, men dermed forbandt han de østerlandske sprog, som han fra sin tidlige ungdom havde en stor forkærlighed for.

## I København
Efter at have udviklet sig videre i orientalia under Oluf Gerhard Tychsens vejledning i Bützow og Rostock kom han 1779 til København, hvor det lykkedes ham at vinde den indflydelsesrige kabinetssekretær, gehejmeråd Ove Høegh-Guldbergs velvilje, vistnok ikke mindst fordi han også havde henvendt sine studier på den kritiske undersøgelse af bibelteksten, et emne, som den gang og senere sysselsatte mange lærde. Ved et skrift, udgivet i Hamborg 1779, havde han allerede lagt sit kendskab til den rabbinsk-thalmudiske litteratur for dagen ligesom sin dygtighed i at behandle orientalske håndskrifter. I København gav han sig til at undersøge de i Det Kongelige Bibliotek værende kufiske håndskrifter og udarbejdede en latinsk beskrivelse over dem, hvormed han forbandt interessante oplysninger om skrivekunsten hos araberne og dens udvikling samt forskellige nye iagttagelser angående den på hin tid endnu kun lidet kendte kufiske skrift, hvilke dog ikke alle have stået deres prøve (Descriptio codicum quorundam cuficorum in Bibi. regia Hafniensi et ex iisdem de scriptura cufica Arabum observationes novæ, Altonæ 1780, 4to).

## Rejser
Ved Guldbergs anbefaling fik han nu et kongelig rejsestipendium, der satte ham i stand til i årene 1780-82 i Tyskland, Holland, Frankrig og Italien at granske græske og orientalske håndskrifter, særlig med bibelkritikken for øje. Navnlig blev et 15 måneders ophold i Rom af megen betydning for ham, da han her kom i venskabelig forbindelse med flere berømte lærde, der kunne og ville fremme hans særlige studier, deriblandt kardinal Stephan Borgia, augustineren Antonius Georgii og bibliotekaren Stephan Evodius Assemani. Også med adskillige indfødte arabere kom han her i berøring, hvilket skaffede ham en usædvanlig indsigt i det nulevende arabiske sprog og dets forskellige dialekter (en række meddelelser herom af Adler er f.eks. optaget i G. Wahls Neue arab. Anthologie, Leipzig 1791, s. 12-31). Ved sit behagelige væsen og en klog benyttelse af forholdene vidste han at skaffe sig adgang til mange hidtil lidet kendte og sjældne håndskrifter, og han udgav 1782 i Rom Museum Cuficum Borgianum Velitris illustratum, indeholdende afbildninger og forklaring af Borgias gammelarabiske møntkabinet og en fremstilling af brusernes historie, oversat efter et sjældent arabisk manuskript. Af dette værk udgav han 10 år senere i København et andet bind, der også fører den særlige titel Collectio nova nummorum cuficorum seu arabicorum (Hafniæ 1792, 4to). Dette nye bind står i flere henseender over det første og indeholder bl.a. en fortjenstlig indledning om oprindelsen til det arabiske møntvæsen.

## Professor
Efter sin hjemkomst blev Adler 1783 beskikket til professor i det syriske sprog ved Københavns Universitet og var nu stærkt sysselsat med sammenligning mellem de gamle syriske bibeloversættelser og de foreliggende hebraiske og græske tekster af Bibelen. En frugt af dette studium som af hans i de romerske biblioteker foretagne håndskriftundersøgelser var hans, ved nyere granskninger vel til dels forældede, men den gang betydningsfulde værk: Novi Testamenti Versiones Syriacæ, simplex Philoxeniana et Hierosolymitana, denuo examinatæ et octo tabulis ære incisis illustratæ (Hafniæ 1789, 4to). Han ydede heri mange fra håndskrifter hentede bidrag til oplysning om de for tekstkritikken af det nye testamente så vigtige syriske oversættelser og henledede navnlig, som den første efter Joseph Simon Assemani, de lærdes opmærksomhed på det siden af grev Miniscalchi Erizzo udgivne "jerusalemske" evangeliarium, der indeholder en i palæstinensisk-syrisk dialekt affattet oversættelse. – Endvidere må nævnes hans udgave af den arabiske historieskriver Abulfedas årbøger, som P.F. Suhm bekostede (Abulfedæ Annales Muslemici, arabice et latine. Opera et studiis Jo. Jac. Reiskii, sumtibus P. F. Suhmii, nunc primum edidit J. G. C. Adler, Tom. I-V, Hafn. 1789-94, 4to). Den egentlige fortjeneste af dette arbejde tilhører den tyske filolog Johann Jacob Reiske, der 1745 i Leiden havde afskrevet Abulfedas værk og derefter oversat det på latin. Af forskellige grunde fik Reiske imidlertid ikke selv dette sit arbejde udgivet med undtagelse af en del af oversættelsen, der udkom i Leipzig 1754, men ingen opmærksomhed vakte. Efter Reiskes død 1774 blev hans afskrift af teksten, hans oversættelse og hele det dertil hørende apparat købt af Suhm. På dennes opfordring påtog Adler sig udgivelsen heraf. Hans arbejde derved bestod da væsentlig i gennemsyn og delvis forbedring af tekst og oversættelse samt i redigering af de udførlige noter, for størstedelen på grundlag af de righoldige, men spredte og uordnede optegnelser, som Reiske havde efterladt sig.

Med det syriske professorat forbandt Adler fra 1785 embedet som præst ved Frederiks tydske Kirke på Christianshavn. I denne stilling efterfulgte han Josias Lorck, der især er bekendt ved sin uhyre samling af bibeludgaver, der efter hans død solgtes til hertugen af Württemberg, og over hvilken Adler, der 1787 ægtede Dorothea Marie Lorck (f. 1772 d. 1804), en datter af hans forgænger, samme år udgav en fortegnelse i fem bind. Som prædikant erhvervede Adler snart en stor anseelse. Ved ham kom rationalismen først højlydt til orde i København, og hans blomstrende og følelsesfulde foredrag vandt snart efterlignere. 1788 blev han tillige professor ekstraordinær i teologien og året efter desuden tysk hofpræst; 1790 erhvervede han den teologiske doktorgrad ved afhandlingen Nonnulla de vaticiniis vet. Test. De Christo og blev samme år medlem af missionskollegiet og meddirektør af Waisenhuset. Med en rivende fart var han således gået fremad på hæderens bane. Da hans dobbelte præsteembede og hans studier ikke tillod ham at gøre videre ved det teologiske professorat, søgte og fik han til dels fritagelse for at holde forelæsninger. Men hans anseelse sank ikke derfor. en af hans beundrere (Fallesen) skriver 1794 om ham: 
| Citat | Han forenede to meget sjældne Egenskaber, nemlig grundig Erudition og sand Popularitet. Hans Skrifter vidne om det første, og om det sidste hans offentlige Foredrag til Folket. Jeg har ej været så lykkelig at høre ham ofte; men aldrig hørte jeg ham uden at blive rørt; og den Rørelse var af Varighed, da han aldrig søgte at røre Hjertet uden igennem Forstanden og i det klareste, for den simpleste Mand forståelige Sprog. Hans Udvortes var den ædle Simplicitet, med få, men naturlige Gestikulationer; det var som Sandheden personificeret – det var Johannes den anden. | Citat |
|       | |       |

## Generalsuperintendent
I året 1792 blev Adler beskikket til overkonsistorialråd og generalsuperintendent i Slesvig. Det var ham svært nok at forlade København, hvor han havde fundet mange venner, og hvor en tysker den gang kunne befinde sig næsten ganske som hjemme. 
| Citat | Aber Gott hat’s gethan, | Citat |
|       |                         |       |

 sagde han i sin afskedsprædiken, og med denne beroligende bevidsthed gik han da (1793) til Slesvig for også at lade oplysningens sol beskinne disse egne. I over 40 år var han generalsuperintendent i Slesvig og fra 1806 tillige i Holsten. Hans mærkeligste foretagende i denne hans overordnede stilling var udarbejdelsen af den kirkeagende (alterbog) for Slesvig og Holsten, der sædvanlig bærer hans navn (skønt dette ikke findes i selve bogen), og som under 2. december 1796 fik kongelig stadfæstelse som særlig egnet "zur Beförderung der allgemeinen Erbauung und zur Einführung einer bessern und zweckmässigern Ordnung des Gottesdienstes". Agendens første virkning var imidlertid mange højst forargelige optrin, der mindst af alt befordrede opbyggelsen. På adskillige steder måtte der endog anvendes militærmagt for at bringe rolighed til veje. menighederne ville nemlig ikke finde sig i, at de gamle tekster kasseredes, at fadervor, trosbekendelsen og velsignelsen lavedes om, og at så mange forandringer foretoges i den nedarvede gudstjeneste, at det næsten så ud, som om en ny religion skulde indføres. Den stærke modstand, som næsten alle vegne ytrede sig imod disse utidige forandringer, nødte regeringen til at temporisere. men da den første storm havde lagt sig, fik man dog agenden helt eller delvis listet ind på mange steder. Mindre heldig gik det med den såkaldte altonaerbibel, der, udgivet af præsten Funk, udkom 1815 med Adlers anbefaling. Da den nemlig var forsynet med rationalistiske anmærkninger, tjenende til at bortforklare en del af de kristelige hovedlærdomme, vakte dette så megen modsigelse, at regeringen, der tidligere havde sanktioneret udgivelsen, fandt sig beføjet til at lade restoplaget opkøbe og bortgemme. Efter at Claus Harms' teses i anledning af reformationsfesten 1817 havde bidraget til at ringe en ny tid ind, begyndte Adlers anseelse og indflydelse at tabe sig noget. Han forblev dog i sin fremragende stilling som den øverste tilsynsmand med kirkevæsenet i Slesvig og Holsten indtil sin død. I en høj alder hensov han 22. august 1834 i Gickau ved Lütjenburg, hvor han var på visitats.